# 學校的階梯
《學校的階梯》是小說家櫂末高彰跟插畫家甘福あまね於法米通文庫的輕小說系列，全十集完結另加一本番外篇。台灣中文版由台灣角川發行。曾獲得第七屆Enterbrain娛樂大賞優秀獎作品，並於2007年改編為電影。

## 概述
一直沒有明確目標，總是摸魚度過學校生活的少年、神庭幸宏，有一天在學校的階梯上忽然感覺到從背後吹過的微風。回過頭來，在他眼前飛過的是，將放學後寧靜的空氣搗亂，在階梯上全力奔跑的小個子女生。這是他與社團活動是在學校內奔跑這種給人造成困擾行為的集團「階梯社」的初次遭遇。

## 舞台
天栗高校（てんぐりはま）
私立高校，本作主要舞台。重視學生的自主性，活躍地進行課外活動。由有實力的社團，以至規模較小（當中也有只有1人的社團）的同好會、愛好會，非正式的社團及被學生會認可的社團，一共超過100個。
因為學校選址是有高低差距的，因此某些校舍的4樓等於另一校舍的1樓，令建築物的構造變得複雜。
山上桔梗院学園高校（やまがみききょういんがくえん）
由當地有歷史的名校－桔梗院學園、及新興不久的學校－山上學園，兩校合併而成的學校。
由資金力，以至設備、環境，都比其他學校高。另外，有特待生制度，實力被校方認定的學生可以在較好的環境唸書。學生的出身非常廣泛，由一般家庭，以至名門出身。

## 階梯賽的種類
短跑
只以階梯作為競賽場，從校舍一樓跑至四樓，觸擊指定位置後回到一樓起點處。
標準賽
以校舍角落處階梯為起點，上到四樓後，跑至走廊盡頭下樓，回到一樓起點處，有固定賽道。
拉力賽
沒有一定的賽跑路線，只有規定上下階梯的最少次數，還有幾個必須通過的地點。有固定賽道。

## 階梯賽的規則
1. 觸碰到他人及對手者喪失比賽資格，也禁止觸摸階梯旁的扶手。
2. 碰撞到人以外的物品，如垃圾桶之類的不算違規，但如果因此造成環境髒亂，必須當場清理乾淨。打掃所花的時間會加算在成績內。
3. 關於賽跑方面，至少要在樓梯間落地一次，以及避免大聲喧嘩。
4. 對於以些微差距擦身而過、差點撞上的人，必須誠心道歉。(但隨着成員水準的上昇，更多的情況下是對方在聽到道歉的聲音後才會尋找聲音來源)

## 登場人物

### 天栗高校

#### 階梯社成員
神庭幸宏
故事的主角。就讀於天栗浜高校一年三班。雙親已去世，現居於伯父母的家，但伯父母正於海外工作，日常生活由他的四位堂姊負責。入學時誤入學校禮堂，在幾乎要加入健美社的情況下被階梯社社長九重優子救出，而被迫加入「階梯社」。真正跑過後發現自己對於階梯有一種特別的衝動，最終加入階梯社。
由於瓶蓋的日文發音與神庭相似，被九重優子通稱為瓶蓋。
被遊佐視為「天才」，單單是存在便能讓氣氛截然不同，也因此被找來作自己的接任人。
有著無法解釋的準確直覺，在階梯賽跑時常帶來特殊的轉機，也因此偶然能敏銳地知道他人心中的想法，這點對於他參選學生會長時也發揮了相當的幫助。不過這項能力在戀愛方面完全沒有發揮過功能，結果雖然已經收到了間接告白并且明白，但到最後都沒有真正理解到自己同時被三島和御神樂暗戀的事實。
曾一度因無法找到階梯賽跑的意義而失去了對其的熱情，在一番思考後明白了自己僅衹是簡單地，沒有道理地想要在階梯上跑上跑下，也因此並沒有必要去在意旁人施加在自己身上的意願和價值觀，最終順從自己的衝動重新投入階梯競賽。值得一提的是在迷茫中的神庭展現出了非常逆來順受以及服從和忠於外力的一面，也因此在學生會選戰前期讓御神樂認為其值得招安。
而想通了自己願望一事也讓他認同了游佐的觀點，即學生們都應該忠於自我而非服從於外力，而創造一個不會拘束學生的環境就是學生會會長的義務。由於御神樂綾女作為學生會會長無法做到這一點，或曰這一點本就和她提出的理念不符，神庭決定接受游佐的請求競選學生會會長。
競選初期在面對御神樂綾女懾人的氣勢及過人的口才顯得力不從心，但在階梯社眾人的幫助和自己的努力下漸漸扭轉劣勢。在最終辯論前御神樂被水戶野凜禁錮在廣播室而無法及時到場時，為了公平而同樣不到場，反而在捉到水戶野後救出她，因體諒她的身體狀況和時間因素而以廣播辯論，並且終於得以成功壓倒對方。辯論後御神樂決定退選，結果在幸宏在信任投票的97%投票率中得到超過六成的票，成為學生會長，並在隨後立即邀請御神樂成為副會長，原因是認同她的才能，但為了讓她能接受改以她即使並未正式參選，依然得到超過三成的學生以投下寫上其名字的廢票以表支持為理由說明，儘管御神樂似乎看穿了這一點但最後還是答應了下來。
在與波佐間的比賽中習得必殺V字轉彎後，開始和刈谷一樣察覺到「盡頭」的存在，但遠比刈谷瘋狂，漸漸變得有些走火入魔，並以和刈谷賽跑的失敗為契機徹底爆發。儘管並沒有為此而壓惡刈谷本人，衹是視刈谷為一道門檻，希望以超越刈谷的方式追求「盡頭」，並且為此不停地透支身體。
與此同時，對於旁人不包含理解在內，甚至與本人意願相違的關心感到憤怒，但又對這樣的自己相當厭惡，與此同時唯一能給予幫助的刈谷則不得不為準備大學考試而專注於學習，作為結果神庭最終體驗到完全和身邊的人隔離的孤獨和絕望。
在「階梯社包圍網」期間對於自己學生會長職位會被奪走毫不關心，反對自己和刈谷的比賽因此而不得不延期而不滿。話雖如此，整個計劃就為了讓他重新打開心扉而設計出來的，最終在三島的話語說服之下變得較能體諒和接受他人的關心。
在「階梯社包圍網」事件完結後立刻和刈谷進行了一場階梯賽跑作為階梯社的畢業活動，在衝刺後幾乎立刻垮下，並在聽到自己的成績後暈倒。
作為結果，神庭雖然輸了比賽，但兩人都突破了刈谷定下的二十秒的標準，亦是刈谷在過去任何一刻都未曾做過的成績。雖然如此神庭依然沒有追上他所感受到「盡頭」，而表示自己已經逹成目標的刈谷亦解釋不清。雖然在再之後的畢業式中的畢業生代表致詞中又再加以暗示，但幸宏依然不明白，衹能自己一人繼續追逐着。基於這個原因從刈谷健吾口中得到「繼承者」的別稱，象徵他繼承了刈谷當初的意志。
九重優子
天浜高校的三年級生。前田徑社社員，參加百米跨欄比賽，雖然技術優秀，但因為身高問題令成績無法繼續上升，將過度旺盛的精力轉到階梯賽跑上。階梯社的社長，擁有的別稱是「寂靜子彈」，有著華麗的跑姿和「野性的直覺」，而且因為曾作田徑訓練，賽跑時腳步聲較小。心情興奮或激動時會自稱為「優子小姐」或「大小姐」。和刈谷是青梅竹馬，住刈谷家旁，兩人睡房相對，甚至有方法到另一面。
階梯社內外所有暱稱的來源。
刈谷健吾
天浜高校的3年級生，成績優異，前執行部成員。階梯賽跑的始創人，與九重優子比賽後令她創立階梯社，並被迫成為副社長，擁有的別稱是「必殺V字轉彎」。階梯社中實力最強者，絕技是V字轉彎，雖然後來波佐間勝一和神庭幸宏都能成功使用，但依然是技術最成熟的人。
和神庭共享了跑下階梯的衝動以及對「盡頭」的追逐，不過較之完全放縱自己的不理性的神庭更能控制自己。
因為這個理由是最為了理解神庭的意志的人，但卻又不得不為準備大學考試而專注於學習。
天崎泉
階梯社中的二年級社員，擁有的別稱是「黑翼天使」，特點是高速的下階梯技巧，別稱的來源也是出自其飛下樓梯時長髮飄揚的景況。
天馬財團的千金，但不喜歡被他人覺得她是大小姐而要求其他人稱呼她的名字「泉」而非姓氏「天崎」。被校內團體「女神委員會」公認為二年級三女神之一的「雷之女神」。
家族傳統關係曾學習網球，但在後來放棄，原因是在國三時感受到家族在自己參與的比賽中的影響力，而實際上也有教練為了迴避得罪天崎家的可能性而要求旗下選手放水。本人因此認為自己對不起其它為此努力的人。但在一系列事件後釋懷並不時重拾網球，不過因為對階梯賽跑的偏好而未有轉去網球社。
即使和同為大家族出身的波佐間相比，成長的環境也明顯比較無憂無慮，因此而常常受到不同形式的輕視。
三枝宗司
階梯社中的二年級社員，擁有的別稱是「路線規劃天才」，擅長利用頭腦和手提電腦等科技產品，前電腦研究會成員，擁有極強的電腦能力，大部份時候都會拿著手提電腦。與二年級三女神之一的見城遙交往。
在能夠自由選擇賽道的情況下，可以穩勝階梯社的所有成員。
井筒研
階梯社中的一年級社員，原本為沒有暱稱而煩惱，在第五集終於得到「月光微步」的別稱，腳部柔軟度甚高。因為喜歡九重而加入階梯社，但每次想告白都失敗而回，第三集將凪原千繪誤認為是九重優子而進行告白，結果引致日後的軒然大波。中學時期被認為是一個不良少年。

#### 學生會人員
遊佐由宇一
學生會會長，不過在新一年已經退任。圍棋社社員（社員只有他一人）。容貌整體端正的青年，在輕浮舉止的外表下，有著思慮清晰的頭腦，而且舉動令人無法理解、無所適從，行為準則大多是為了制造事件，但就結果而言多數是出於善意，作為學生會長則採取徹底的放任主義，認為學生會長的責任不是去做甚麼，而是應該把氣氛炒熱。
前執行部三巨頭之一，稱呼刈谷為「刈仔」，中村為「小鶴」、「公主」。
認為御神樂綾女是最不適合的學生會會長人選，書中未有說明原因但似乎和御神樂的作風有關。在上一次選舉中自己出場把她趕走，對於自己畢業時她會否回來相當憂心，故一直物色自己的接班人，並相中了僅僅是存在就能大大地改善氣氛的神庭幸宏，引導幸宏參加學生會會長競選並從中提供協助對抗御神樂。
不過，和今年的神庭相比，在位時與作為御神樂的支持者的其它委員相處得十分融洽，甚至能讓全女性的委員他爭風吃醋，雖然本人的目的是為了透過攻擊原御神樂班底的內部團結來盡可能削減御神樂歸來的影響力。
本身認為自己只是個凡夫俗子，注定無法成為天才，是故佈局讓幸宏這樣的「天才」得以閃耀。
在「階梯社包圍網」中以圍棋社的身分參與，目的是在自己高三生涯末和作為全年學校不少事件的中心的階級社玩玩，而這也是其餘不少高三學生參與的目的。
中村千鶴
前任執行部部長，富有領導能力，十分嚴格，所以有時會受到部員怨恨。以前與刈谷、遊佐合稱執行部三巨頭，總會為地位低於刈谷而大動肝火。
非常敵視階級社，一方面是因為他們是絕對的規矩破壞者，更多則是對於刈谷被判為優於自己而及更重要的對於刈谷突然退出執行部的不滿。
雖然如此，卻是有顯示名字的天粟浜高校學生中的極少數沒有參與「階級社包圍網」的人之一。
神庭幸宏
見#階梯部成員
御神樂綾女
天浜高校一年級轉校生，與神庭幸宏同班，父親是山上桔梗院學園高校的理事長。去年也是天栗浜高校的一年級學生，但因為父母的工作關係，在寒假起到海外居留，所以比幸宏等一年級生大一歲。
有着輕視他人的壞習慣，認為自己能單人匹馬把所有事情辦妥，即使事情中需要外人的幫助，也衹是單方面地指揮對方。被短暫送到海外居留的真正原因其實也是其父希望女兒能反思一下這種態度，遺憾的是這約一年的時間完全沒有對御神樂的想法產生任何改變，直到在學生會選舉敗給神庭後才因和神庭的交往而漸漸改觀。
其父親本來打算把她送到山上，但她為了向父親證明自己的能力而決定改讀以校風自由稱著的天栗浜高校，並且想要透過成為該校的學生會長統治全校以證明自身的能力。在去年的競選中本來有機會成天栗浜高校罕見的高一學生會長，但最終被遊佐由宇一打敗。其在歸來後本可直上高二卻選擇重讀高一的理由也是為了在失敗的地方站起來。
不過，雖然在去年的競選中失敗，但其他的全部委員都是其支持者。
今年與神庭幸宏競選學生會會長，在競選過程中展現過人的才能及領袖魅力，在選舉落選後受幸宏所託成為學生會副會長，是令新任學生會能運作的重要人物，為神庭的工作帶來大量的幫助。
和去年相近，除了體育委員合田外，其他所有委員都是她的支持者，不同的是她們都對臨陣造反橫空殺出的神庭抱有敵意，完全是因為御神樂的命令而乖巧地參與學生會工作。
雖然如此，同時也放下了只要神庭露出空隙就會奪走他的位置的話，而且其在各委員中的支持者也抱持着相同的想法，不過，其實本人心底裏已完全認同幸宏作為學生會會長的資格。
喜歡神庭，但因為本人無法放下自己的高傲而不願在口上承認，結果反而在很多方面落後於普通的三島。
在情人節當天，和三島買了出自同一間公司，標榜以讓「遲鈍男孩察覺自己的心意」的同一款巧克力，打算間接向神庭告白，然而卻被三島搶先找到機會送出。
「階梯社包圍網」事件的核心領導人和組織者，口頭上是為了兌現當初的話語，把失格的神庭拉下馬，但真正的願望是神庭能在離開階梯社後把更多時間投放在學生會。
在自己完全不知情的情況下，在上一屆女神選舉中獲得第四名，但由於女神委員會對「三女神傳說」傳統的堅持最終並未被評為女神，在神庭一届的女神選舉中再次被提名，但最後依然落選。

#### 其他學生
三島真琴
與神庭幸宏同班，女子田徑社成員，跟凪原千繪和填島愛是好友。
喜歡幸宏，在競選期間是御神樂綾女後援會會長，卻暗中幫助了幸宏一把。
在情人節當天，和三島買了出自同一間公司，標榜以讓「遲鈍男孩察覺自己的心意」的同一款巧克力，打算間接向神庭告白，並且成功找到機會搶先御神樂一步送出，但事後發生了甚麼則未被說明。
作為田徑社的人員參與「階梯社包圍網」，并且是當中的關鍵人物之一，手持學生會長罷免請願書的正本(因為是和幸宏親近并能將其交給他的人)，也是讓幸宏明白到緃使自己的想法不被理解，但自己依然不是孤單一個。
凪原千繪
電影研究同好會成員，是天崎泉的追星族。喜歡井筒，受到井筒錯誤的告白後曾改變形象。被校內團體「女神委員會」公認為一年級三女神之一的「月亮女神」，由於現時能讓人產生。
事實上也對井筒本人有好感，後來表白時遭到拒絕。
在「月亮女社護衛隊」的參與「階梯社包圍網」，目的是將自己喜歡的井筒帶離階梯社。
山田翔子
與井筒研同班，和凪原千繪是好朋友，個性剛烈但身材凹凸有致，被校內團體「女神委員會」公認為一年級三女神之一的「太陽女神」。
吉田行祐、渡邊雪比呂
二人與神庭幸宏同班，考試成績低下，經常會找幸宏聊天，算是彼此的好友(起因是三人的名字念法完全相同)。因為想看見「火焰女神」見城遙而加入男子籃球社，另外也是女神委員會的成員。
作為「女神委員會」的成員參與「階梯社包圍網」，據三島所說原因是出於對因走向「盡頭」的目標不被理解而陷入孤單的幸宏的關心。
加藤博文
天浜高校校長的兒子，廣播社的明日之星。
雖然沒有直接參與「階梯社包圍網」，但期間廣播社一做直播，算是間接參與。
見城遙
現任女子籃球社社長，對社內散漫氣氛不滿，成為社長後下決心整頓籃球社而引致大量人員退社。
被校內團體「女神委員會」公認為二年級三女神之一的「火焰女神」。
對三枝宗司有好感，第一次向三枝表白時因三枝本人剛好經歷自己向階梯社提交退社申請帶來的情緒問題被拒。在三枝和刈谷圍繞三枝退社的對決中途突然間插入再次向三枝表白而打亂其節奏令他輸了對決。三枝在在退社事件中回心轉意後也同時接受了她的表白。
作為「電腦研究會」的外援參與「階梯社包圍網」，目的是讓自己喜歡的三枝離開階梯社。
二之宮京子
女子田徑社成員，和九重同樣是參與百米跨欄項目。自國一起就很親近九重，因九重高二時突然退社而非常痛恨階梯社，在和階梯社比賽後和解，現在也經常懷念田徑社當九重後輩的時代。
作為田徑社的一員參與「階梯社包圍網」，背後的目的并不明了，貌似是希望和自己敬愛的九重一戰。
合田孝三
健美社社長，新任體育委員長。十分熱血，有時會無形中幫助幸宏。
作為健美社的一員參與「階梯社包圍網」，目的是為了一雪自己的肌肉被刈谷徹底無視的前恥，和刈谷一番交流後(貌似是讓刈谷打了他的腹肌一拳)爆出了整個事件背後的真正目的，以及從來沒有人真正打算撤去神庭的學生會會長職權。
木村篤
電腦研究會會長。雖然表面和三枝宗司不和，其實在擔心他，對於令三枝退社感到內疚。
作為電腦研究會的一員參加「階梯社包圍網」，背後目的則不明了，有希望三枝回歸的成分。

#### 教師
大津大
天浜高校教師，一年級學年主任、執行部顧問。以前在有「天天都處於戰爭狀態」之稱的「和平商高」任教。
雖然對學生非常嚴厲，但本身不否定學生的自由，所以雖然認定階梯賽跑破壞秩序(事實上也是)，但在某些場合時表逹的觀點會反而會支持階梯社的存在。
加藤博正
天浜高校校長，田徑社顧問。
對學生採取放任主義，並不否定階梯社，甚至支持田徑社和階梯社比賽。對於當初重未理解過九重優子的煩惱感到後悔，但更多是因為明白到階梯社內部有其獨特的秩序，並不是純粹的秩序破壞者，和其他的社團活動在精神上並無區別。

### 山上桔梗院學園高校
寺城源八郎
三年級學生，與九重優子、刈谷健吾是國中時的舊相識。被九重稱為「二號僕人」（一號是刈谷）。
性格上非常穩重，得到包括自我封閉的波佐間和不馴的水戶野在內的許多人的敬重。
在「階級社包圍網」時光臨天粟浜高校協助人手不足的階級社應對各社團的挑戰。
填島愛
一年級學生。慎的妹妹，對哥哥的暴走行為感到煩惱。是凪原的最要好的朋友，兩人都對天崎同學十分憧憬。
在「階級社包圍網」時光臨天粟浜高校協助人手不足的階級社應對各社團的挑戰
填島慎
二年級學生。愛的哥哥，重度妹控，對於接近愛的男性絕不輕饒，在中學時期曾參加田徑社，是個短跑選手，曾參加全國比賽。
在「階級社包圍網」時光臨天粟浜高校協助人手不足的階級社應對各社團的挑戰
波佐間勝一
二年級學生，擁有極驚人的體能。天馬財團創立家族之一的馬淵家的直系親屬，母親是馬淵家家主馬淵啟三的女兒馬淵沙羅，也因此是馬淵啟三的外孫，在馬淵家內有繼承人的資格。
自小響應地滿足着父親波佐間憲一在各方面的高要求，並且一直接受着馬淵家向天崎家復仇的意志。對於自己的父親抱有複雜的感情，感受到繼承馬淵家的義務的同時，又有着逃離一切束縳的嚮往，內心的矛盾在父親過身後越加增長。
為了為自己將來的行動定下一個方針而和相信無限可能性的存在的神庭作了一場階梯賽跑，書中並未明言輸贏分別對應哪一個選項。
賽跑的結果是兩人同時衝線，但具體的勝負同樣未在書中說明，似乎是神庭領先小許。
在該場比賽結束和立刻就和神庭一起昏倒，在保健室裏休息時於半睡半醒之間和同樣未完醒來的神庭有過一番交流，並且告知了神庭自己參加這場賽跑的理由。儘管他當時應該不可能清楚比賽的結果，但已下定決心要擺脫馬淵家的拘束。
不過，在其後的天栗浜中學學生會交接宴會中收到了由神庭希春轉交，波佐間憲一在生前寫下並托付給友人神庭歲正的信件後，了解到天馬恩怨的全部真相，以及父親一直以來的培養是希望自己能掙脫馬淵家拘束的事實後又改變了主意，希望能代替父親完成其所無法逹成的願望，希望能繼承馬淵家並將馬淵家引回正軌。
以上信件本來是波佐間憲一預期在兒子二十歲成年時交付的，但神庭歲正判斷時機成熟而決定提早轉交。
和御神樂綾女是青梅竹馬，但兩人之間的關係完全稱不上親密。
在「階級社包圍網」時光臨天粟浜高校協助人手不足的階級社應對各社團的挑戰。
水戸野凛
二年級學生。
父親是出資山上的企業社長之一，家世顯赫，但因為其私生女的身分而一直不曾得任何關注，本人則十分熱衷於跳舞，擁有出色的舞技，一直是一位街頭舞者。
然而，在臨近高中時，其父親重新關注起自己這個女兒，並利用關係讓她得以入學山上，本人雖採取強硬態度抵抗，但最終被父親以更強硬的手段封殺了她繼續跳舞的可能性，包括溝通警力隸捕了和她一起跳舞的伙伴，以及動用關係讓她常去的舞館關門大吉，現在衹能在山上的宿舍房間中自行練習。現在極具攻擊性的性格亦是由始而起。
由於跳舞的興趣，體力和身體柔軟度都遠超常人。
除了波佐間和寺城外完全不把其它人放在眼內，對天崎泉和御神樂綾女等千金小姐則尤其存有敵意，不過其中和天崎泉的關係隨着交往增加而轉佳，但和御神樂的關係則因兩人性格不合依舊非常惡劣，雖然御神樂幾乎完全
暗戀並且倚賴波佐間勝一，也是她尤其厭惡與波佐間勝一是青梅竹馬的御神樂的原因之一，而天崎有時也會利用她的心意來開她玩笑。
在「階級社包圍網」時光臨天粟浜高校協助人手不足的階級社應對各社團的挑戰
淺澤慶司
一年級學生。視三枝宗司為競爭對手，同樣運用頭腦和科技，但愛用的工具是手提電話。
在「階級社包圍網」時光臨天粟浜高校協助人手不足的階級社應對各社團的挑戰。

### 神庭家
神庭希春
神庭家的長女，幸宏的堂姐。比幸宏大十歲。對幸宏有異常的好意，幸宏回家時總會從後抱著他，這種過剩的愛情表現令幸宏感到煩惱。
似乎以某種形式參與着天馬恩怨的沿續事件，認識波佐間勝一並且知道他的過去。
神庭小夏
神庭家的次女，幸宏的堂姐。是一名數學老師，在第二集開始到幸宏所就讀的天栗浜高校擔任代課，受到九重優子的邀請而成為階梯社的顧問，經常攜帶白板，要求社員稱呼她「夏夏老師」。於千金學校桔梗院學園（現為「山上桔梗院學園高校」）就讀的時候是一個不良少女，穿刺繡金色昇龍的長衣手持木刀，被稱為「桔梗院的夜叉姫」。
「階級社包圍網」的幕後發起人，目的是為了讓因衝動而變得偏執的神庭能夠稍稍緩過來而不會過於勉強自己。她本人在當年似乎也有過類似的經歷。
神庭千秋
神庭家的三女，幸宏的堂姐。經常對幸宏做出粗暴的行為，現為大學一年生，參加大學籃球社，曾到天栗浜高校擔當籃球部臨時教練。
神庭美冬
神庭家的四女，幸宏的堂姐。是天栗浜高校的二年生，女子網球社的成員，與天崎泉是好友。被校內團體「女神委員會」公認為二年級三女神之一的「冰之女神」。不善表達感情，對幸宏態度十分冷淡，其實十分在意幸宏，曾經因在意幸宏與三島的約會而進行跟蹤。

## 小說
| 標題 | 標題                       | 日本           | 日本                   | 臺灣 香港      | 臺灣 香港              |
| 標題 | 標題                       | 發售日期       | ISBN                   | 發售日期       | ISBN                   |
| ---- | -------------------------- | -------------- | ---------------------- | -------------- | ---------------------- |
| 本篇 | 學校の階段 學校的階梯 1    | 2006年1月30日  | ISBN 4-7577-2598-1     | 2007年6月5日   | ISBN 978-986-174-336-3 |
| 本篇 | 學校の階段2 學校的階梯 2   | 2006年5月29日  | ISBN 4-7577-2802-6     | 2007年8月29日  | ISBN 978-986-174-452-0 |
| 本篇 | 學校の階段3 學校的階梯 3   | 2006年9月30日  | ISBN 4-7577-2936-7     | 2007年10月19日 | ISBN 978-986-174-493-3 |
| 本篇 | 學校の階段4 學校的階梯 4   | 2007年1月29日  | ISBN 978-4-7577-3331-2 | 2008年2月27日  | ISBN 978-986-174-610-4 |
| 本篇 | 學校の階段5 學校的階梯 5   | 2007年4月28日  | ISBN 978-4-7577-3504-0 | 2008年6月12日  | ISBN 978-986-174-721-7 |
| 本篇 | 學校の階段6 學校的階梯 6   | 2007年7月30日  | ISBN 978-4-7577-3629-0 | 2008年9月6日   | ISBN 978-986-174-820-7 |
| 本篇 | 學校の階段7 學校的階梯 7   | 2007年10月29日 | ISBN 978-4-7577-3796-9 | 2008年11月12日 | ISBN 978-986-174-878-4 |
| 本篇 | 學校の階段8 學校的階梯 8   | 2008年3月29日  | ISBN 978-4-7577-4077-8 | 2009年3月31日  | ISBN 978-986-237-032-2 |
| 本篇 | 學校の階段9 學校的階梯 9   | 2008年10月30日 | ISBN 978-4-7577-4479-0 | 2009年7月25日  | ISBN 978-986-237-122-0 |
| 本篇 | 學校の階段10 學校的階梯 10 | 2009年7月30日  | ISBN 978-4-7577-4984-9 | 2010年1月4日   | ISBN 978-986-237-443-6 |
| 短篇 | 学校の階段の踊り場         | 2009年3月30日  | ISBN 978-4-7577-4765-4 | —              | —                      |
| 短篇 | 学校の階段の踊り場2        | 2010年11月11日 | ISBN 978-4-04-726820-3 | —              | —                      |
| 外傳 | 学校の外階段               | 2012年3月30日  | ISBN 978-4-04-727928-5 | —              | —                      |
| 外傳 | 学校の外階段2              | 2012年8月30日  | ISBN 978-4-04-728300-8 | —              | —                      |
| 外傳 | 学校の外階段3              | 2012年11月30日 | ISBN 978-4-04-728513-2 | —              | —                      |

## 漫畫
- 學校的階梯 1
- 學校的階梯 2
- 學校的階梯 3
- 學校的階梯 4

## 電影版
真人版學校的階梯於2007年4月28日在東京的CINEMART六本木上映，由佐佐木浩久執導，黑川芽以、通山愛里、松尾敏伸及甲斐麻美主演。

### 演員表
- 黑川芽以 飾 神庭里美（原作神庭幸宏女性化）
- 通山愛里 飾 九重優子
- 松尾敏伸 飾 刈谷健吾
- 甲斐麻美 飾 天崎泉
- 栩原樂人 飾 三枝宗司
- 秋山奈奈 飾 井筒奈美（原作井筒研女性化）
- 小阪由佳 飾 中村千鶴

其他演員
- 神樂坂惠
- 北村瞳
- 疋田紗也
- 瀧本由仁
- 木村圭作
- 並樹史朗
- 森本利奧

### 主題曲
主題曲
主唱：黑川芽以
填詞：黑川芽以　作曲、編曲：遠藤浩二
片尾曲
主唱：安次嶺奈菜子
填詞、作曲：安次嶺奈菜子

## 外部連結
- http://www.enterbrain.co.jp/fb/pc/02sp/02a_0907kaidan/02a_0907kaidan_00top.html（页面存档备份，存于）(已失效)（日語）